# Cartel Phœbus
Pour les articles homonymes, voir Phébus.
Le cartel Phœbus est un oligopole composé notamment de Philips, Osram et General Electric mis en place entre 1924 et 1939 dans le but de contrôler la fabrication et la vente des lampes à incandescence mais qui échoua finalement à contrer l'arrivée de compétiteurs mieux offrant.
Bien que peu étudié par les historiens de l'économie, ce cartel a fait l'objet d'un regain d'intérêt après avoir été mentionné dans des œuvres de fiction et des documentaires le dénonçant comme l'une des premières tentatives et donc l'échec d'application à grande échelle de l'obsolescence programmée, c'est-à-dire la planification industrielle pour sciemment limiter la durabilité des lampes en empêchant les progrès techniques qui auraient permis la fabrication de lampes plus durables. L’appellation « cartel de Phœbus » fait référence à la société anonyme spécialement créée pour contrôler le marché mondial des lampes à incandescence : Phœbus S.A. Compagnie Industrielle pour le développement de l'Éclairage, fondée à Genève le 15 janvier 1925.

## Membres
Les membres du cartel Phœbus (qui a changé plusieurs fois de nom) regroupaient les plus grands fabricants de lampes :
- Osram (Allemagne)
- Philips (Pays-Bas)
- Tungsram (Hongrie)
- Associated Electrical Industries (en) (Royaume-Uni)
- La Compagnie des Lampes (France)
- General Electric (États-Unis)

Ces sociétés possédaient toutes des parts de la société suisse Phœbus (proportionnellement à leurs ventes de lampes) qui s'est d'abord officiellement présentée comme « Phœbus S.A. Compagnie Industrielle pour le développement de l'éclairage ». Celles qui produisaient des lampes durant plus de 1 000 heures devaient payer des amendes au cartel.

## Objectifs
Le cartel a été un moyen de répandre le standard de durée de vie des lampes à 1 000 heures et de réduire les coûts, tout en maintenant des prix élevés, sans crainte de la concurrence . Le cartel avait entre autres comme argumentaire, qu'une durée de vie plus longue ne pourrait être obtenue qu'au détriment de l'efficacité énergétique, que plus d'électricité serait gaspillée en chaleur et moins de lumière obtenue,.
Le cartel Phœbus a divisé le marché mondial de la lampe en quatre catégories :
- les territoires nationaux, les pays d'origine des fabricants individuels,
- les territoires britanniques d'outre-mer, sous le contrôle de l'Associated Electrical Industries, Osram, Philips, et Tungsram,
- les territoires anglo-saxons,
- les territoires communs, le reste du monde.

## Fin du cartel
À la fin des années 1920, une union suédo-norvégo-danoise des entreprises (la société d'Europe du Nord Luma Co-op) a commencé à planifier un centre de fabrication indépendant. Les menaces économiques et de poursuites par Phœbus n'ont pas obtenu l'effet désiré et, à partir de 1931, les Scandinaves produisaient et vendaient des lampes à un prix considérablement plus bas que Phœbus.
L'accord initial Phœbus expirait en 1955. Cependant, le début de la Seconde Guerre mondiale avait fortement perturbé le fonctionnement de l'entente. Les vestiges de l'entente Phœbus ont repris leur activité en 1948[réf. nécessaire].
Les pratiques du cartel Phœbus ont fait l'objet en 1951 d'un rapport de la commission anti-trust britannique. Si ce rapport dénonce une entente sur les prix qui aurait conduit le consommateur à payer plus cher ses lampes, il réfute par contre, l'accusation d'une limitation de la durée de vie en défaveur du consommateur, malgré le constat que les durées de vie inférieures à 1 000 heures étaient aussi visées par le cartel.

## Travaux universitaires et documentaires sur le cartel Phœbus
Au sortir de la Seconde Guerre mondiale, le rôle joué par les nombreux cartels économiques mis en place depuis la fin du XIXe siècle jusqu'à l'entre-deux-guerres sur l'économie industrielle est différemment analysé suivant les auteurs,. Dans le secteur particulier des lampes à incandescence, les cartels internationaux, comme le cartel Phoebus, ont été précédés de cartels nationaux, d'abord aux États-Unis (Incandescent Lamp Manufacturing Association, fondée en 1896 par General Electric). En Allemagne, où une standardisation des lampes est mise en place dès 1911, les fabricants AEG, Siemens & Halske et Deutsche Gasglühlicht AG (où travaillait l'inventeur de la lampe à incandescence à filament d'osmium, Carl Auer von Welsbach) s'associent pour former un cartel, Osram, destiné à contrecarrer la perte de leurs marchés étrangers à la suite de la défaite de 1918. Plus tardif, ce processus de concentration industriel est aussi à l'œuvre dans les autres pays occidentaux, notamment en Grande-Bretagne. À leur échelle, ces différents cartels visent d'abord à protéger le secteur contre les compétiteurs (en imposant des barrières douanières ou réglementaires) mais, se trouvant en situation de monopoles, leur action prend aussi la forme d'augmentations artificielles des prix, au détriment des consommateurs.
Le rôle exact du cartel Phœbus sur l'innovation technologique et particulièrement sur l'obsolescence programmée des lampes à incandescence a été peu documenté. La situation du secteur dans les années 1920, notamment en France où se rencontrent les acteurs américains et allemands, est en effet d'abord marquée par une complexe guerre juridique (via les brevets industriels attachés aux différentes technologies employées dans les lampes) et financière (par les prises de participation des groupes internationaux dans les industries locales). La position du cartel consistant à s'opposer à l'introduction des lampes électriques à haut voltage, plus résistantes, correspond aussi à la défense de la technologie Osram/Edison pour laquelle les entreprises signataires possèdent des brevets.
Certains ingénieurs disent que la tenue d'environ 1 000 heures était une optimisation de la durée de vie attendue pour la plupart des ampoules, et qu'une durée de vie plus longue pourrait être uniquement faite aux dépens de l'efficacité énergétique, comme progressivement plus de chaleur et moins de lumière sont obtenus, ce qui gaspille de l'électricité. Des ampoules incandescentes à longue vie sont disponibles aujourd'hui, d'une durée allant jusqu'à 2 500 heures. Le compromis est que les ampoules à longue vie sont moins efficaces énergétiquement et produisent moins de lumière par Watt.

### Mention dans les œuvres de fiction
Thomas Pynchon évoque le cartel Phœbus dans son roman L'Arc-en-ciel de la gravité, publié en 1973, qui mêle fiction et réalité autour des théories du complot.

## Vidéographie
- Cosima Dannoritzer, Prêt à jeter, documentaire, 2010, 75 minutes (The Light Bulb Conspiracy). Disponible sur le site VOD d'Arte.